# Écaillon (fiume)
L'Écaillon  è un fiume francese che scorre nel dipartimento del Nord, regione dell'Alta Francia.

## Geografia
Essa nasce a est di Locquignol, a 166 metri d'altitudine, nella foresta demaniale di Mormal. La sua direzione è da Sudest verso Nordovest.
Essa confluisce nella Schelda, nel territorio comunale di Prouvy, a 28 metri d'altitudine, dopo un percorso di 33,2 chilometri. La sua pendenza media è del 4,1‰.

### Comuni e cantoni attraversati
Nel solo dipartimento del Nord, l'Écaillon attraversa tredici comuni e tre cantoni:
- Locquignol (sorgente), Louvignies-Quesnoy, Ghissignies, Beaudignies, Capelle, Bermerain, Saint-Martin-sur-Écaillon, Vendegies-sur-Écaillon, Sommaing, Verchain-Maugré, Monchaux-sur-Écaillon, Thiant, Prouvy (confluenza).

In termini di cantoni, l'Écaillon nasce nel cantone di Le Quesnoy-Est, attraversa il cantone di Solesmes e confluisce nel cantone di Valenciennes-Sud, il tutto nei tre arrondissement d'Avesnes-sur-Helpe, Cambrai e Valenciennes.

### Toponimi
L'Écaillon ha dato il suo idronimo a tre comuni:
- Saint-Martin-sur-Écaillon, Vendegies-sur-Écaillon, Monchaux-sur-Écaillon.

## Affluenti
(rs = riva sinistra; rd = riva destra)
L'Écaillon ha dieci tronconi affluenti: 
- la Rue Salée,
- il torrente Tabar (rs) sul Locquignol nella foresta di Mormal.
- le ruisseau rouillie grand hère,
- lo ruisseau du Château (rs) su Louvignies-Quesnoy, Raucourt-au-Bois e Locquignol.
- lo ruisseau des Frotottets (rs) su Louvignies-Quesnoy e Raucourt-au-Bois.
- lo ruisseau de Gay poi chiamato Pont à l'eau (rs) su Ghissignies, Louvignies-Quesnoy, Englefontaine e Locquignol.
- il ruisseau de Saint-Georges (rs), 19,4 km sui dieci comuni (e con un affluente)[4]:
  - nel senso da monte verso valle: Locquignol (sorgente), Hecq, Englefontaine, Poix-du-Nord, Neuville-en-Avesnois, Salesches, Beaudignies, Escarmain, Capelle, Bermerain (confluenza).
  - lo ruisseau de la Fontaine Lecomte (rs) 4,1 km sui due comuni di Poix-du-Nord e Preux-au-Bois.
- il ruisseau des Harpies (rs), 23,7 km, sugli undici comuni[5]
  - nel senso da monte verso valle: Locquignol (sorgente), Preux-au-Bois, Robersart, Bousies, Croix-Caluyau, Vendegies-au-Bois, Romeries, Vertain, Haussy, Saint-Martin-sur-Écaillon, Vendegies-sur-Écaillon (confluenza).
  - nella sua parte media, questo affluente si chiama anche l'Hirondelle Majeure, e nella sua parte alta le ruisseau à Grenouilles e secondo Géoportail e le Sandre, ha due affluenti[3]:
    - la Hirondelle mineure (rs) e
    - il ruisseau des Près Moignet (rs)
- il Fossé à l'eau (rs) su Verchain-Maugré

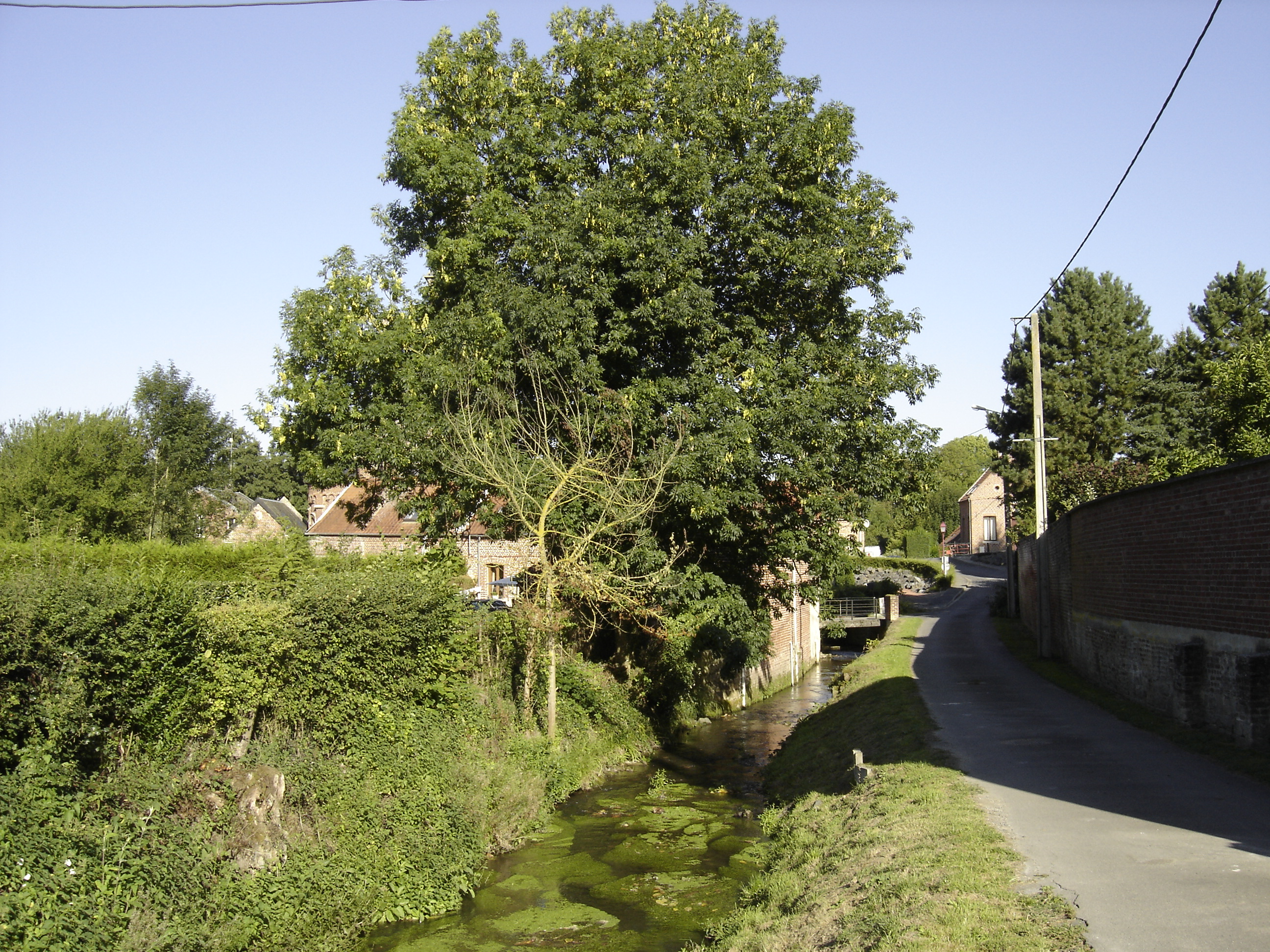
L'Écaillon à Ghissignies.

Il suo numero di Strahler è dunque quattro.

## Idrologia
Una stazione idrometrica sull'Écaillon gestita dalla Direzione regionale dell'ambiente (DIREN) – oggi DREAL - Nord-Pas-de-Calais si trova a Thiant.
Il modulo o media annuale della sua portata è a Thiant di 1,24 m3/s.

## Storia
L'Écaillon è stato probabilmente utilizzato dall'Uomo della Preistoria nel Neolitico in particolare poi nella Gallia antica quando la Silva Carbonaria cominciava a diradarsi, sotto l'occupazione gallo-romana e prima dei grandi diboscamenti che ne hanno modificato il corso e la qualità.
Nell'VIII secolo fu fondata l'abbazia di Denain nelle sue vicinanze, così come a quelle dell'Escaut
Fu anche progettata la costruzione di un collegamento canalizzato tra la Sambre e l'Escaut attraverso l'Écaillon.

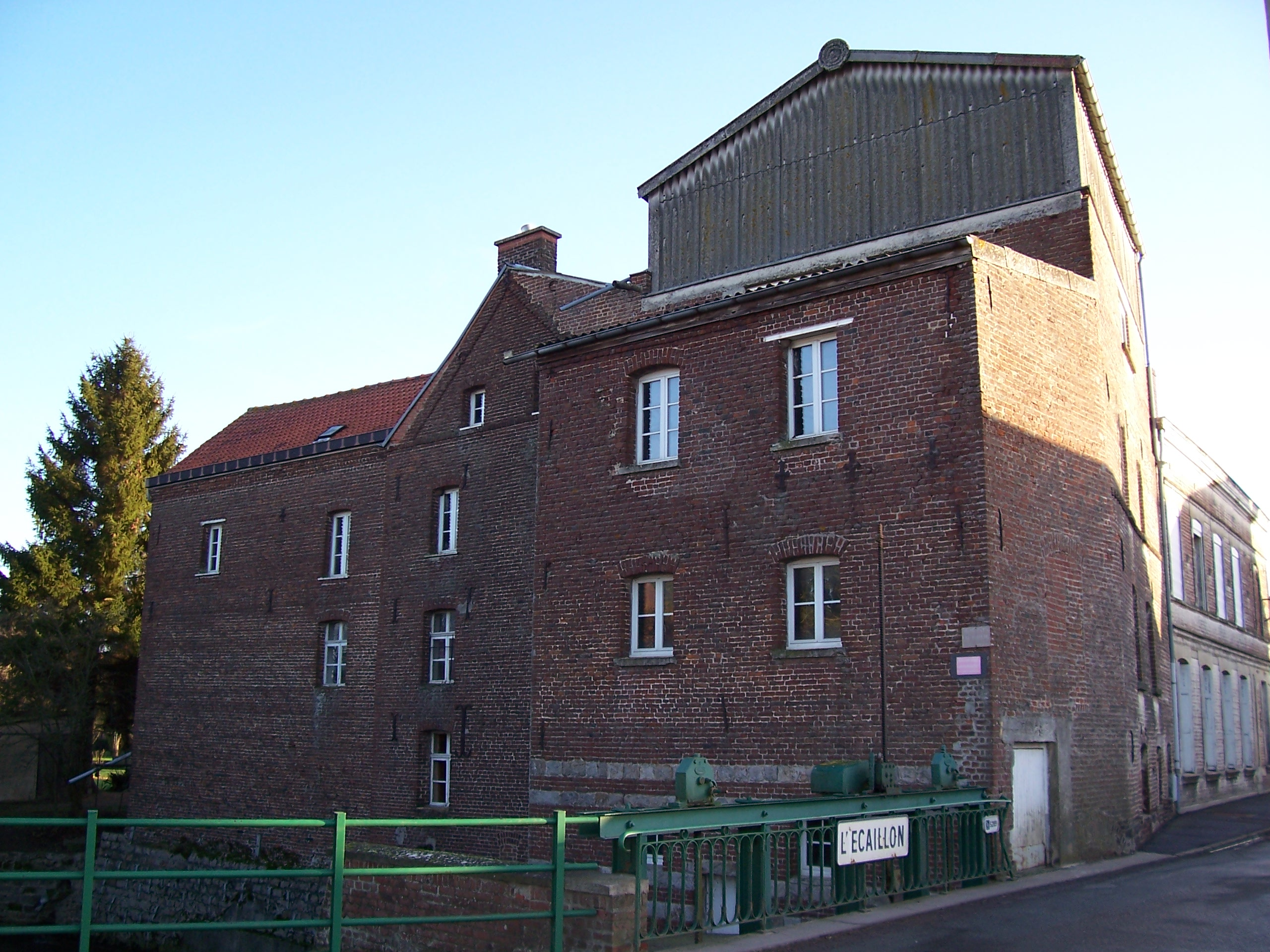
Mulino di Monchaux-sur-Écaillon.